# Tomas Gustafson
Sven Tomas Gustafson (Katrineholm, 28 dicembre 1959) è un ex pattinatore di velocità su ghiaccio svedese.

## Palmarès

### Olimpiadi
- Oro a Sarajevo 1984 nei 5000 metri.
- Oro a Calgary 1988 nei 5000 metri.
- Oro a Calgary 1988 nei 10000 metri.
- Argento a Sarajevo 1984 nei 10000 metri.

### Mondiali
- Argento a Oslo 1983.

### Europei
- Oro a Oslo 1982.
- Oro a L'Aia 1988.
- Argento a Heerenveen 1990.
- Bronzo a Oslo 1986.